# Monimiaceae
Las monimiáceas (Monimiaceae) es una familia de Angiospermas del orden Laurales. Consta de 23 géneros con unos 150 especies, que se distribuyen por los trópicos del Viejo y Nuevo Mundo, y las zonas templadas de Chile, Argentina, Nueva Zelanda, Australia y Tasmania.

## Descripción
- Árboles o arbustos perennifolios, raramente bejucos (Palmeria), aromáticos, usualmente resinosos. Indumento de pelos simples, bífidos o estrellados, o glabros.
- Hojas decusadas, raramente en verticilos de 3-7, simples, enteras a ligeramente aserradas, coriáceas, con nervadura broquidódroma y vernación conduplicada, sin estípulas, con eleócitos en el parénquima, usualmente translúcidos. Estomas paracíticos, sólo en el envés foliar. Hojas juveniles a veces marcadamente diferentes de las adultas en especies de Hortonia, Kibara, Steganthera y Tambourissa.
- Tallos con nudos unilacunares y con 1-7 rastros foliares. Nudos de las ramas algo hinchados, los entrenudos ligeramente deprimidos por debajo de aquellos. Esclereidas hipocrepiformes del periciclo ausentes. Leño con radios amplios. Ramas cuadrangulares, ramificación terminal en dicasio. Corteza generalmente lisa, con pequeñas fisuras, salvo en Kairoa, que presenta costillas de corcho prominentes en el tronco.
- Inflorescencias axilares o raramente terminales, a veces aparentemente supraaxilares, raramente caulifloras, cimosas, racemosas o en cima helicoide, o flores solitarias.
- Flores unisexuales, raramente perfectas, actinomorfas, rara vez oblicuas. Receptáculo perígino, bien desarrollado, globoso, urceolado a ampliamente campanulado, frecuentemente con un velo que se abre por un ostiolo, en Kairoa y Tambourissa forma un pseudoperianto al abrirse durante la antesis. Perianto con 3-muchos elementos sepaloides, petaloides o caliptrados, en disposición espiral, radial o decusada, en 2-3 verticilos, peristentes o caducos, o bien perianto vestigial a ausente. Androceo con 8-150 estambres verticilados, espirales o irregularmente dispuestos, filantéreos, cortos, con 2 lóbulos basales (nectarios) en Hortonia, Peumus y Monimia, anteras 4-esporangiadas (2-esporangiadas en Monimia), basifijas, extrorsas o introrsas, los microsporangios a veces soldados arriba o abajo, dehiscencia por hendiduras, conectivo prominente apicalmente; estaminodios ausentes (presentes en Hortonia y Peumus). Gineceo apocárpico, superior o inmerso en el receptáculo e inferior en Tambourissa, de 1-2000 o más carpelos sésiles o estipitados, a veces los externos estériles, estigma apical, seco, papiloso; hiperestigma presente en Kibara, Hennecatia, Tambourissa y Wilkiea; óvulo uno por carpelo, erecto o péndulo, anátropo (hemianátropo en Kibaropsis), bitégmico, crasinucelado, micropilo dirigido hacia el ápice del ovario, placentación apical.
- Fruto en polidrupa, encerrado en el receptáculo o este dehiscente, carnoso, brillante, exponiendo los frutos, en drupa solitaria en Xymalos. Exocarpo coriáceo, mesocarpo blando, a veces con esclereidas y eleócitos, endocarpo grueso y pétreo o cartáceo. Arilo estilar presente en Monimia.
- Semillas 1 por fruto, con endospermo abundante, oleoso, no ruminado, embrión recto, con 2 cotiledones (4 en Kibaropsis), aplicados o divergentes, a veces con el borde aserrado.
- Polen globular a globular-oblato, en mónadas (tétradas en Hedycarya y Kibaropsis), inaperturado, exina granular, rugosa o equinada, tectada o intectada, imperforada, perforada o columelada, endexina, ectexina y capa basal presentes o ausentes. El polen de Hortonia presenta características anómalas para la familia: la exina presenta gruesas bandas semihelicoidales de un polo al otro.
- Número cromosómico: x = 19; n = 19-22, 39, 43, aprox. 44, aprox. 48, 57; 2n = 78.

## Ecología
La mayoría son árboles o arbustos de los estratos inferiores de las selvas, con ramificación poco densa, las especies del género Palmeria son trepadoras leñosas. Algunas especies de Steganthera y Kibara son mirmecófilas, presentando las plantas domacios nodales con poros. La polinización es anemófila en algunas especies, p. ej., Hedycarya arborea, con flores pequeñas que no segregan néctar. Las flores de Tambourissa y Monimia segregan néctar y producen un olor penetrante que atrae insectos, principalmente moscas y escarabajos, pero en Mollinedia la polinización la llevan a cabo tisanópteros, que depositan sus huevos en las yemas florales, en cuyo interior se desarrollan las larvas, y de donde salen los nuevos adultos cargados de polen, una vez que las yemas se han convertido en flores. En los géneros con hiperestigma, el polen germina en el mucílago que cubre el estrecho ostiolo del receptáculo femenino y que actúa como un medio transmisor de los tubos polínicos hasta los verdaderos estigmas, que se encuentran embebidos en el mismo mucílago. La dispersión de las drupas se efectúa por ornitocoria.

## Fitoquímica
Plantas no cianogenéticas, acumuladoras de aluminio, alcaloides (p. ej., boldina, mollinedina) y flavonoles (kaempferol y quercetina) presentes, proantocianidinas usualmente presentes.

## Usos
Se cultivan como ornamentales diferentes especies de Hedycarya y el boldo (Peumus boldus). Los frutos del boldo son comestibles y su madera es apreciada, como la de otros miembros de la familia. Algunas especies, entre ellas el boldo, tienen usos en farmacopea y perfumería por sus aceites esenciales.

## Fósiles
Se ha encontrado madera fósil atribuible a esta familia en el Campaniense de la Antártida, en el Mioceno inferior de Libia (Xymaloxylon) y en el Senoniense inferior (Cretácico) de Alemania (Hedycaryoxylon). Se calcula para la familia una edad no inferior a los 100 Ma.

## Posición sistemática
Las monimiáceas se han relacionado en los sistemas clasificatorios usualmente con las lauráceas. El APW (Angiosperm Phylogeny Website) considera que forma parte del grupo avanzado del Orden Laurales, siendo la familia basal y grupo hermano del conjunto formado por hernandiáceas y lauráceas (cf. AP-website).

## Táxones incluidos
El concepto actual de la familia incluye tres subfamilias, si se siguen las concepciones de autores anteriores: Hortonioideae, Monimioideae y Mollinedioideae. Sin embargo, los análisis filogenéticos modernos concluyen que el grupo formado por Palmeria, Peumus y Monimia (subfamilia Monimioideae) es el grupo basal, hermano del resto de los componentes. Asimismo, Renner(1998, véase referencia) ha propuesto la sinonimia de siete géneros con una o pocas especies con géneros más amplios, pero aún no se ha efectuado formalmente.
Los géneros de esta familia pueden separarse usando la siguiente clave (no incluye Lauterbachia Perkins, 1900, de Nueva Guinea):
- Filamentos con 2 apéndices nectaríferos basales.

- Flores perfectas.

Hortonia Wight ex Arn., 1838. Sri Lanka.
- Flores unisexuales.

- Tépalos pequeños, sepaloides.

Monimia Thouars, 1804. Mascareñas
- Tépalos grandes, los internos petaloides.

Peumus Molina, 1782, nom. cons. Chile.
- Filamentos sin apéndices.

- Bejucos. Receptáculo de la flor femenina irregularmente dehiscente al madurar, exponiendo las drupas.

Palmeria F. Muell., 1864. Célebes, Nueva Guinea, Australia.
- Árboles o arbustos, si algo trepadores, frutos diferentes.

- Carpelos inferiores, inmersos en el receptáculo.

Tambourissa Sonn., 1782. Madagascar, Comores, Mascareñas.
- Carpelos superiores, dispuestos sobre la superficie interna del receptáculo.

- Parte superior del receptáculo de la flor femenina dehiscente irregularmente y abriéndose al madurar.

- Hojas verticiladas.

Kibaropsis Vieill. ex Jérémie, 1977. Nueva Caledonia.
- Hojas decusadas.

- Receptáculo de la flor masculina pequeño en relación con los tépalos.

- Carpelo 1.

Xymalos Baill., 1887. África.
- Carpelos numerosos.

Levieria Becc., 1877. Molucas, Nueva Guinea, Australia.
- Receptáculo de la flor masculina grande en relación con los tépalos.

- Receptáculo de la flor masculina abriéndose en 4(-5) segmentos valvados en la antesis.

Ephippiandra Decne., 1858. Madagascar.
- Receptáculo de la flor masculina indehiscente en la antesis.

- Carpelos 1-2. Anteras cupuliformes, sésiles, con dehiscencia transversal. Receptáculo de la flor femenina urceolado, ostiolo cerrado por glándulas.

Hennecartia J. Poiss., 1885. Argentina, Paraguay, Brasil
- Carpelos numerosos. Anteras elipsoides, con filamento corto y dehiscencia por 2 fisuras longitudinales. Receptáculo de la flor femenina abierto.

- Planta monoica. Tépalos desarrollados, obtusos.

Decarydendron Danguy, 1928. Madagascar.
- Planta dioica. Tépalos obsoletos o ausentes.

Hedycarya J.R. Forst. & G. Forst., 1775. Australia, Tonga, Nueva Caledonia, Nueva Zelanda, Fiyi, Nuevas Hébridas, Islas Salomón.
- Parte superior del receptáculo de la flor femenina circuncísil, separándose como una caliptra en la antesis o al madurar.

- Receptáculo de la flor masculina acopado en la antesis, con abertura amplia.

- Receptáculo masculino globoso, abriéndose irregularmente en la antesis.

Kairoa Philipson, 1980. Nueva Guinea.
- Receptáculo masculino cóncavo, rodeado por los tépalos abiertos en copa.

- Tépalos de la flor femenina menores que los de la masculina, rodeando un ostiolo pequeño.

Mollinedia Ruiz & Pav., 1794. América central y meridional.
- Tépalos de la flor femenina similares a los de la masculina, tan o más largos que el receptáculo.

- Hojas de ápice caudado y borde aserrado.

Austromatthaea L.S. Sm., 1969. Australia.
- Hojas de ápice subagudo y borde entero.

Macropeplus Perkins, 1898. Brasil.
- Receptáculo de la flor masculina globular a urceolado, con ostiolo pequeño.

- Receptáculo de la flor femenina con gruesas glándulas dentro del ostiolo.

- Estigma subulado. Estambres irregularmente dispuestos en el receptáculo.

- Anteras dehiscentes por una fisura en herradura.

Wilkiea F. Muell., 1858. Australia, Nueva Guinea.
- Anteras dehiscentes por 2 fisuras verticales.

Faika Philipson, 1985. Nueva Guinea.
- Estigma sésil, obtuso. Estambres regularmente decusados en pares o 4-verticilados.

- Estambres en varios verticilos de 4.

Parakibara Philipson, 1985. Molucas.
- Estambres en 2 verticilos de hasta 4 estambres.

Kibara Endl., 1837. Nicobar, Malasia, Indonesia, Filipinas, Molucas, Nueva Guinea, Nueva Bretaña, Nueva Irlanda, Australia
- Receptáculo de la flor femenina sin glándulas dentro del ostiolo.

- Anteras dehiscentes por una fisura horizontal o en herradura.

Steganthera Perkins, 1898. Célebes, Nueva Guinea, Islas Salomón, Australia.
- Anteras dehiscentes por 2 fisuras verticales.

Matthaea Blume, 1856. Malasia, Indonesia, Filipinas, Nueva Guinea.